# Litoria scabra
Litoria scabra är en groddjursart som beskrevs av Günther och Richards 2005. Litoria scabra ingår i släktet Litoria och familjen lövgrodor. IUCN kategoriserar arten globalt som otillräckligt studerad. Inga underarter finns listade i Catalogue of Life.